# Locos novios II
Locos novios II (título original: Zärtliche Chaoten II) es una película de ciencia ficción, comedia y romance de 1988, dirigida por Holm Dressler, escrita por Thomas Gottschalk, en la fotografía estuvo Atze Glanert y los protagonistas son Michael Winslow, Thomas Gottschalk y Helmut Fischer, entre otros. El filme fue realizado por K.S. Film y Roxy Film; se estrenó el 30 de junio de 1988.

## Sinopsis
Este largometraje trata sobre tres hombres desdichados que viajan al pasado para lograr que su malvado jefe no sea concebido.